# Marie-Luise Angerer
Marie-Luise Angerer (* 15. März 1958 in Bregenz; † 2. März 2024 in Berlin) war eine deutsch-österreichische Medien- und Kulturwissenschaftlerin. Sie war Inhaberin des Lehrstuhls für Medientheorie/Medienwissenschaft im Studiengang Europäische Medienwissenschaft am Institut für Künste und Medien der Universität Potsdam.

## Werdegang
Angerer studierte Publizistik, Kommunikationsforschung, Kunstgeschichte, Romanistik und Philosophie in Wien. Von 1993 bis 1994 war sie Assistentin am Publizistik-Institut in Salzburg. Promoviert wurde sie 1983 mit einer Dissertation zu den Themen Sprache, Philosophie und Psychoanalyse. Von der Österreichischen Akademie der Wissenschaften erhielt sie 1994 ein Habilitationsstipendium, welches ihr Forschungsaufenthalte in den USA (San Diego und Santa Cruz), Australien (Sydney) und Kanada (Ottawa) ermöglichte. Habilitiert wurde Angerer 1996 zum Thema „Medienkörper. Produktion und Repräsentation von Geschlechtsidentitäten“ an der Universität Salzburg. Anschließend lehrte sie als Vertretungsprofessorin unter anderem an der Ruhr-Universität Bochum, als Gastprofessorin an der Universität der Künste Berlin, in Zürich und in Ljubljana. Sie war Fakultätsmitglied des „Program of Gender and Culture“ in Budapest sowie Lehrbeauftragte in Wien, Salzburg und Innsbruck.
Von 2000 bis 2015 war sie Professorin an der Kunsthochschule für Medien in Köln, wo sie die Professur für Medien- und Kulturwissenschaft/Gender aufbaute. Sie bekleidete dort außerdem von 2007 bis 2009 das Rektorinnenamt. Im Oktober 2015 trat Marie-Luise Angerer die Professur für Medientheorie/Medienwissenschaft an der Universität Potsdam an.
Weiterhin war sie Mitglied des Universitätsrates der Universität für künstlerische und industrielle Gestaltung Linz in der Funktionsperiode 2013 bis 2023. Seit 2016 war Angerer geschäftsführende Direktorin des Brandenburgischen Zentrums für Medienwissenschaften (ZeM) in Potsdam. Sie fungierte außerdem als Sprecherin des Graduiertenkollegs „Sensing: Das Wissen Sensibler Medien“, das 2018 ins Leben gerufen wurde.
Am 2. März 2024 starb Angerer im Alter von 65 Jahren.

## Werk
Angerers Forschungsschwerpunkte umfassten Medientechnologien und Körpertheorien, Wissenskonfigurationen und künstlerische Praxen, Geschlechterforschung, Theorien des Posthumanismus, Affekts und des Nichtbewussten. Ein wiederkehrendes Thema in ihrer Forschung ist die Frage danach, wie das Humane gedacht und im Kontext neuer Medientechnologien verstanden wird.

### Body Options: Körper, Spuren, Medien, Bilder(1999)
Mit dem 1999 erschienenen Band Body Options thematisiert Angerer den Körper innerhalb einer zunehmend digitalisierten Welt. Sie betrachtet darin, wie der menschliche Körper in Zusammenhang mit den Neuen Medien und virtuellen Räumen gesehen und verhandelt wird. Obwohl der Körper in jenen virtuellen Welten zu verschwinden oder unwichtig zu werden scheint, ist er – so Angerers These – in medialen Apparaten jedoch als Leerstelle überpräsent. So beispielsweise „im Feld der Vision, im Feld der Stimme, im Feld des Taktilen, im Feld der Bewegung“. Damit griff Angerer jenen Diskurs um das „Verschwinden des Körpers“ in den Neuen Medien auf, der vor allem im anglo-amerikanischen Raum durch Theoretikerinnen und Theoretiker wie Katherine Hayles geprägt wurde. In diesem Geiste untersucht sie die Stellung des Körpers in verschiedenen Theoriedisziplinen wie den Cultural Studies, dem Dekonstruktivismus nach Judith Butler, der Lacan'schen Psychoanalyse als auch im poststrukturalistischen Werk von Gilles Deleuze und Félix Guattari.

### Vom Begehren nach dem Affekt(2007)
Die Entwicklung, die Angerer in Vom Begehren nach dem Affekt untersucht, ist das zunehmende wissenschaftliche Interesse an Emotionen und Affekten, sowohl in den Geistes- als auch in den Naturwissenschaften. In dem 2007 erschienenen Buch wird diese „Konjunktur des Affekts“ durch die Häufung an neuen Erkenntnissen im Feld der Gehirn- und Kognitionsforschung erklärt. So rücken Affekt, Gefühl und Emotion auch ins Zentrum medientheoretischer, philosophischer und künstlerischer Aufmerksamkeit. Angerer argumentiert, dass dieser relativ neue Fokus auf den Affekt auch das Verständnis vom Menschen bzw. vom Humanen hin zu einer „affektiven Fassung des menschlichen Organismus“ verschiebt. Anhand dieser These unterzieht Angerer Texte aus dem Bereich der Philosophie Neuer Medien, der Filmtheorie sowie des Cyberfeminismus der Untersuchung. Fokussiert wird dabei, wie das Affektive innerhalb dieser unterschiedlichen Kontexte verstanden wird.

### Affektökologie. Intensive Milieus und zufällige Begegnungen(2017)
Affektökologie ist eine erweiterte Fassung der Antrittsvorlesung, die Angerer 2016 anlässlich ihrer Berufung auf den Lehrstuhl Medienwissenschaft/Medientheorie an der Universität Potsdam hielt. These des Buches ist, dass sich spätestens seit der zweiten Hälfte des 20. Jahrhunderts medientechnologische Verschiebungen beobachten lassen, die das Denken des Humanen berühren und verändern. Angerer interessiert in diesem Zusammenhang nicht nur für die Bedeutungsverschiebung selbst, sondern auch, wofür diese Begriffe genutzt werden und „wie sie das Denken, das Denken unserer Zeit, konstitutiv bedingen – sowohl erweitern als auch limitieren, reduzieren und verdichten.“ Untersucht werden im Anschluss einerseits, wie sich das Verständnis von Affekt und Relationen zusammensetzt. Andererseits wird beobachtet, auf welche Lektüre die „Wieder-Entdeckung“ des Affekts zurückgreift, um die Beziehung zwischen Mensch, Umwelt, Technik, Tier und Materie anders zu denken. Angerer schreibt hierzu einleitend:
„Wie erkennen wir etwas, wer nimmt wahr, wer oder was empfindet, und wie und wo kommt diese Empfindung zustande? All dies Fragen, die uns heute wieder – in einem neuen Kontext – beschäftigen: vor dem Hintergrund eines New Materialism innerhalb der Medien- und Kulturwissenschaften (der die naturwissenschaftlichen und computertechnischen Entwicklungen des 20. Jahrhunderts, Quantenphysik und Kybernetik, kritisch aufgreift), vor dem Hintergrund einer radikalen Objektorientierung und rigorosen Kritik am Anthropozentrismus und einer gleichzeitig umfassenden Kybernetisierung des Sozialen, die dieses längst folgenreich zu re-organisieren begonnen hat. Stichworte hierfür: social media, quantified self-movement, gamification, surveillance und wearable technologies.“

## Schriften (Auswahl)
Als Autorin:
- Body Options: Körper, Spuren, Medien, Bilder. Turia + Kant, Wien 1999; 2. Auflage 2000, ISBN 978-3-85132-207-1.
- Vom Begehren nach dem Affekt. diaphanes, Zürich/Berlin 2007, ISBN 978-3-935300-92-6.
  - Desire After Affect. Rowman & Littlefield International, London 2014, ISBN 978-1-78348-131-6.
- Affektökologie: Intensive Milieus und zufällige Begegnungen, meson press Lüneburg 2017, ISBN 978-3-95796-090-0.
  - Ecology of Affect: Intensive Milieus and Contingent Encounters, meson press, Lüneburg 2017, ISBN 978-3-95796-095-5.

- Nichtbewusst. Affektive Kurzschlüsse zwischen Psyche und Maschine, Turia + Kant, Wien 2022, ISBN 978-3-98514-019-0.
  - Nonconscious, meson press, Lüneburg 2022, ISBN 978-3-95796-204-1.

Als Herausgeberin:
- Auf glattem Parkett: Feministinnen in Institutionen. Verlag für Gesellschaftskritik, Wien 1991.
- mit Johanna Dorer: Gender und Medien: Theoretische Ansätze, empirische Befunde und Praxis der Massenkommunikation: Ein Textbuch zur Einführung. Braumüller, Wien 1994.
- The Body of Gender: Körper, Geschlechter, Identitäten. Passagen, Wien 1995.
- mit Henry P. Krips: Der andere Schauplatz: Psychoanalyse – Kultur – Medien. Turia + Kant, Wien 2001.
- Future Bodies. Zur Visualisierung von Körpern in Science und Fiction. Springer, Wien/New York 2002.
- Gender Goes Life. Die Lebenswissenschaften als Herausforderung für die Gender Studies. transcript, Bielefeld 2008.
- mit Yvonne Hardt, Anna-Carolin Weber: Choreographie – Medien – Gender. diaphanes, Zürich 2013.
- mit Bernd Bösel, Michaela Ott: Timing of Affect. Epistemologies, Aesthetics, Politics. diaphanes, Zürich 2014.
- mit Noam Gramlich: Feministisches Spekulieren: Genealogien, Narrationen, Zeitlichkeiten. Kulturverlag Kadmos, Berlin 2020.
- mit Ingrid Richardson, Zoë Sofoulis und Hannah Schmedes: Containment. Technologies of Holding, Filtering, Leaking. meson press, Lüneburg 2024, ISBN 978-3-95796-218-8.